# Шаба, Ален
Але́н Шаба́ (фр. Alain Chabat; род. 24 ноября 1958, Оран, Французский Алжир) — французский киноактёр, кинорежиссёр, сценарист и кинопродюсер.

## Биография
Ален Шаба родился в еврейской семье, которая переехала во Францию в 1963 году. Его актёрская карьера началась в 80-х гг. с комедийных телевизионных ролей. Главная роль в фильме «Проклятый газон» 1995 года, ставшим хитом во Франции, принесла ему первую из его четырёх номинаций на премию «Сезар». В фильме он играет неверного супруга, жена которого заводит роман с лесбиянкой.
В 1997 году Ален Шаба дебютировал как кинорежиссёр комедией «Дидье», в которой сыграл главную роль — собаки в образе человека. Этот дебют принёс Шаба первый «Сезар». В 1997 году Шаба сыграл главную роль в мрачном полицейском триллере «Кузен».
Международную известность Шаба получил в 2002 году в качестве режиссёра, сопродюсера и сценариста кинофильма «Астерикс и Обеликс: Миссия «Клеопатра»», одновременно воплотив на экране образ Юлия Цезаря. За эту роль Шаба был номинирован на приз зрительских симпатий Европейской киноакадемии в 2002 году.

## Личная жизнь
Трое детей. Женат.

## Фильмография

### Актёр
1. 1995 — Проклятый газон / Gazon maudit — Лоран
2. 1996 — Безрассудный Бомарше / Beaumarchais, l’insolent
3. 1997 — Дидье / Didier
4. 1997 — Кузен / Le cousin
5. 1999 — Состояние паники / La Débandade
6. 2000 — На чужой вкус / Le Goût des autres — Бруно Дешамп
7. 2001 — Искусство обольщения / L’Art (délicat) de la séduction
8. 2002 — Астерикс и Обеликс: Миссия «Клеопатра» / Astérix & Obélix: Mission Cléopâtre — Юлий Цезарь
9. 2003 — Ключи от машины / Les Clefs de bagnole
10. 2003 — Шу-шу / Chouchou
11. 2003 — Кто грохнул Памелу? / Mais qui a tué Pamela Rose?
12. 2004 — Миллион лет до нашей эры / RRRrrrr!!! — колдун
13. 2006 — Наука сна / La Science des rêves — Ги, сотрудник бюро
14. 2006 — Как жениться и остаться холостым / Prête-moi ta main — Луи Коста
15. 2009 — Ночь в музее 2 / Night at the Museum: Battle of the Smithsonian — Наполеон Бонапарт
16. 2009 — Свистун / Le siffleur
17. 2012 — Джунгли зовут! В поисках Марсупилами / Sur la piste du Marsupilami — Дэн Джеральдо
18. 2013 — Пена дней / L'Écume des jours — Жюль Гуффе
19. 2014 — Реальность / Réalité — Джейсон Тантра
20. 2017 — Валериан и город тысячи планет / Valérian et la Cité des mille planètes — пират Боб
21. 2017 — Санта и компания / Santa et Cie — Санта-Клаус
22. 2019 — #яздесь / #Jesuislà — Стефан
23. 2021 — Камелот: Возвращение короля / Kaamelott: Premier Volet — Герцог Аквитании
24. 2022 — Невероятно, но факт / Incroyable mais vrai — Ален Дюваль
25. 2024 — Разбитые сердца /  L'Amour ouf — отец Джеки

### Режиссёр
1. 1997 — Дидье / Didier
2. 2002 — Астерикс и Обеликс: Миссия «Клеопатра» / Astérix & Obélix: Mission Cléopâtre
3. 2004 — Миллион лет до нашей эры / RRRrrrr!!!
4. 2012 — Джунгли зовут! В поисках Марсупилами / Sur la piste du Marsupilami
5. 2017 — Санта и компания / Santa et Cie

### Озвучивание
1. 2012 — Ледниковый период 4 / Ice Age 4: Continental Drift — Силас
2. 2014 — Астерикс: Земля Богов
3. 2022 — Маленький Николя / Le Petit Nicolas — qu’est-ce qu’on attend pour être heureux? — Рене Госинни